# Ashley (fleuve)
Pour les articles homonymes, voir Ashley.
Le fleuve Ashley (en anglais : Ashley /Rakahuri River) est un cours d’eau situé  dans la région de Canterbury dans l’Île du Sud de la Nouvelle-Zélande.

## Dénomination
Le nom officiel de la rivière fut modifié de “Ashley River”  en Ashley / Rakahuri selon la  dual name à l’issue du «  Ngai Tahu Claims Settlement Act « en 1998.

## Géographie
Le fleuve émane de la  montagne dans l’ouest de la vallée de « Lees », adjacente à la station de ‘Hills’ et ressort des collines et de la gorge près de la ville d’Oxford.
Le fleuve s’écoule généralement vers le sud sur une longueur de 65 km avant d’entrer dans l’océan Pacifique au niveau de Waikuku Beach, dans la baie de Pegasus au nord de Christchurch. La ville de Rangiora est sur la berge sud du fleuve Ashley.
Bien que les affluents les plus bas n'atteignent cette rivière tressée qu'au niveau de sa vallée, la partie supérieure de la rivière s’écoule au contraire à travers un canyon connu sous le nom de gorges d’Ashley.
C‘est un affluent de la « crique du canard » (‘Duck Creek) dans une vallée, où on trouve une accumulation de bassins d’eau  entre la vallée de Lees et la ville d’Oxford.
En aval, la plage de Waikuku est l’un des estuaires de Nouvelle-Zélande les plus larges, et les moins modifiés. Elle présente une abondante vie sauvage pour les oiseaux, comprenant en particulier le Pluvier anarhynque ou wrybill (Anarhynchus frontalis) et l’échassier noir ou Black stilt  ou Himantopus novaezelandiae). De nombreux oiseaux migrateurs séjournent aussi là tout l’hiver.